# Room of Angel (Silent Hill 4: The Room)
Room of Angel là một bài hát trong game Silent Hill 4: The Room, phát hành bởi Konami. Bài hát được viết bởi Akira Yamaoka, nhạc sĩ chính của bảy phần Silent Hill, và được trình bày bởi Mary Elizabeth McGlynn, giọng ca quen thuộc trong series game kinh dị này. Được coi là một trong những bài hát hay nhất trong tất cả các phần game, nội dung bài hát nói về nỗi niềm của tên sát nhân bệnh hoạn Walter Sullivan. Sinh ra trong căn phòng 302, cũng là nơi mà nhân vật chính Henry Townshend đang cố tìm cách để thoát ra, Walter có một tuổi thơ tràn ngập nỗi đau khi bị cha mẹ đẻ bỏ rơi ngay từ lúc mới sinh. Hắn đã coi căn phòng nơi mình được sinh ra là "mẹ" để thay thế cho người mẹ thật sự của mình. Với giai điệu nhẹ nhàng và có phần rùng rợn, bài hát đã toát lên được nỗi cô đơn ẩn sâu trong Walter. Bài hát được phát trong đoạn phim giới thiệu game Silent Hill 4: The Room và trong cảnh Henry bên cạnh cơ thể đẫm máu của Cynthia Velázquez.

## Liên kết
- Silent Hill 4: The Room
- Silent Hill